# 箭叶秋葵
箭叶秋葵（学名：Abelmoschus sagittifolius）为锦葵科秋葵属下的一个种。

## 扩展阅读
- 維基物種上的相關：箭叶秋葵